# Сібао
19°37′37″ пн. ш. 70°16′39″ зх. д. / 19.6269122° пн. ш. 70.277403° зх. д.
Сібао або Ель-Сібао — регіон у Домініканській Республіці, розташований у північній частині країни.
Станом на 2009 рік регіон мав населення 5 622 378 осіб.
Мовою народу таїно слово Сібао означає місце, де рясніють скелі. Первинно така назва застосовувалась іспанцями до центрального гірського ланцюга.

## Географія та економіка

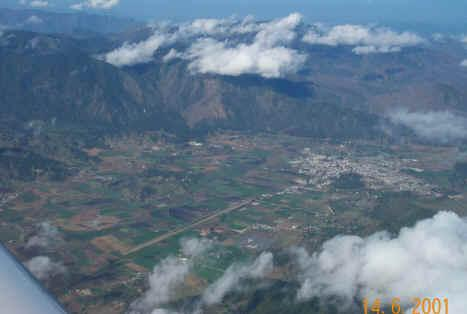
Вид на місто Констанца

Сібао займає центральну й північну частини території Домініканської Республіки. На півночі та сході регіон омивається Атлантичним океаном, на заході регіон межує з Гаїті, на півдні регіону розташована Центральна гряда, що відділяє Сібао від інших домініканських природних регіонів.
В регіоні, на кордоні з регіоном Сур (провінція Сан-Хуан), розміщена гора Дуарте (3098 м) — найвища точка Карибського регіону. У регіоні також протікають дві найбільші річки країни: Яке-дель-Норте та Юна. На обох річках є каскади гребель для зрошення полів (основним заняттям жителів регіону є сільське господарство) та вироблення гідроелектроенергії. В угіддях вирощують в основному рис, каву й какао.
Центральна гряда також є центром гірничої промисловості. Там видобувають золото, залізо та нікель. Серед найбільших гірничих компаній у регіоні представлена канадська Falconbridge.

## Культура

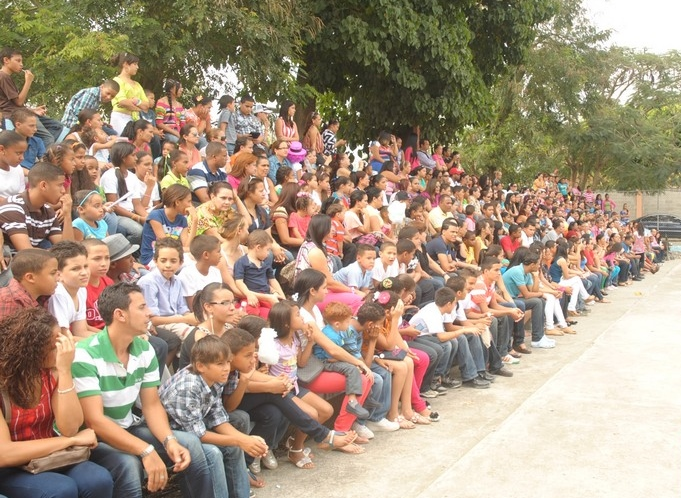
Місцеві жителі у місті Мока

Регіон є не лише географічною, але й мовно-культурною одиницею. Сібао вважається культурним центром Домініканської Республіки. Там спілкуються типовим діалектом іспанської.
В регіоні народився особливий жанр музики — меренге, що використовує гру на гвірі, тамборі й акордеоні.
Наприкінці січня та протягом лютого в регіоні проходить низка карнавалів. Найбільш популярним є фестиваль, що проходить у провінції Ла-Вега та бере свій початок від перших європейських поселенців.
Більшість домініканських патріотів походять з Сібао. Серед найвідоміших — генерали Сантьяго Родрігес Масаго та Грегоріо Луперон. За часів режиму Трухільйо у регіоні діяла таємна організація «Сестри Мірабаль», яка боролась проти диктатури. Сестер було по-звірячому вбито 1960 року. Донині вони залишаються найбільшими мучениками домініканського народу.
Більшість населення сконцентрована в центрі регіону. Центром Сібао вважається місто Сантьяго-де-лос-Трейнта-Кабальєрос, де зосереджено більшість промислових підприємств регіону.

## Провінції

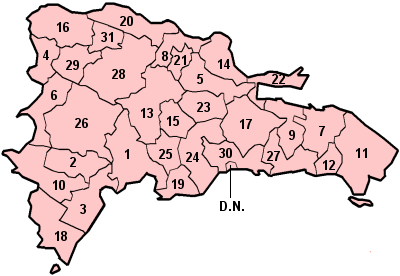
Мапа провінцій Домініканської Республіки

До складу Сібао входять такі провінції:
| Провінції             | Столиця                            | Площа (км²) | Населення | Щільність | На мапі регіону |
| --------------------- | ---------------------------------- | ----------- | --------- | --------- | --------------- |
| Дахабон               | Дахабон                            | 1020.73     | 62 046    | 61        | 4               |
| Дуарте                | Сан-Франсіско-де-Макоріс           | 1605.35     | 283 805   | 177       | 5               |
| Еспайльят             | Мока                               | 838.62      | 225 091   | 268       | 8               |
| Ерманас-Мірабаль      | Сальседо                           | 440.43      | 96 356    | 219       | 21              |
| Ла-Вега               | Консепсьйон-де-ла-Вега             | 2287.24     | 385 101   | 168       | 13              |
| Марія-Тринідад-Санчес | Нагуа                              | 1271.71     | 135 727   | 119       | 14              |
| Монсеньйор-Новель     | Бонао                              | 992.39      | 167 618   | 169       | 15              |
| Монте-Крісті          | Сан-Фернандо-де-Монте-Крісті       | 1924.35     | 111014    | 58        | 16              |
| Пуерто-Плата          | Сан-Феліпе-де-Пуерто-Плата         | 1852.90     | 312 706   | 168       | 20              |
| Самана                | Самана                             | 853.74      | 91 875    | 108       | 22              |
| Санчес-Рамірес        | Котіу                              | 1196.13     | 151 179   | 126       | 23              |
| Сантьяго              | Сантьяго-де-лос-Трейнта-Кабальєрос | 2836.51     | 908 250   | 320       | 28              |
| Сантьяго-Родрігес     | Сабанета                           | 1111.14     | 59 629    | 54        | 29              |
| Вальверде             | Мао                                | 823.38      | 158 293   | 192       | 31              |
| Разом                 |                                    | 19058.62    | 3 148 690 | 165       | -               |